# Chainsaw Dismemberment
Chainsaw Dismemberment è il secondo album in studio del gruppo musicale death metal Mortician, pubblicato nel 1999 dalla Relapse Records.

## Tracce
1. Stab – 3:53
2. Fleshripper – 0:54
3. Drowned in Your Blood – 1:44
4. Mass Mutilation – 1:47
5. Mauled Beyond Recognition – 0:51
6. Rabid – 2:01
7. Bloodshed – 1:15
8. Decayed – 1:49
9. Final Bloodbath – 1:09
10. Island of the Dead – 3:56
11. Brutalized – 0:55
12. Slaughtered – 1:30
13. The Crazies – 1:18
14. Silent Night, Bloody Night – 1:58
15. Chainsaw Dismemberment – 2:39
16. Psychotic Rage – 0:52
17. Funeral Feast – 1:41
18. Wolfen – 1:03
19. Dark Sanity – 1:27
20. Camp Blood – 2:13
21. Tormented – 1:26
22. Slaughterhouse (Part II) – 2:18
23. Barbarian – 1:22
24. Rats – 1:36
25. Mater Tenebrarum – 2:23
26. Splattered – 0:49
27. Obliteration – 1:18
28. Lord of the Dead (Mortician Part II) – 2:54

## Formazione
- Will Rahmer - voce, basso
- Desmond Tolhurst - chitarra
- Roger J. Beaujard - chitarra, drum machine